# アイランズ・オブ・アドベンチャー
ユニバーサル・アイランズ・オブ・アドベンチャー（Universal Islands of Adventure）はアメリカ、フロリダ州オーランドのユニバーサル・オーランド・リゾート内にあるテーマパーク。略称は「IOA」など。

## 概説
- ユニバーサル・オーランド・リゾート内にあり、NBCユニバーサルとブラックストーン・グループが運営している。同リゾートにはIOAの他ユニバーサル・スタジオ・フロリダがある。
- USHやUSJとは異なり、『ジュラシック・パーク』や『スパイダーマン』のアトラクションがUSFに隣接するこのIOAにある。
- 2007年の来場者数はアメリカ国内で9位、全世界で15位を記録している。
- 当初の構想では『カートゥーン・ワールド』という名称で、DCコミックスとルーニー・テューンズ、ドクター・スース、ジェイ・ワード、ポパイの5作品をベースにしたエリアやアトラクションを制作する予定だった。
しかし、ワーナー・ブラザースとの交渉が決裂したことにより、DCコミックスとルーニー テューンズの使用が不可能となり、現在の『アイランズ・オブ・アドベンチャー』に方針転換。代わりとしてマーベル・コミックとジュラシック・パークを使用。

## パークの構成/アトラクション
「ポート・オブ・エントリー」と「マーベル・スーパー・ヒーロー・アイランド」、「トゥーン・ラグーン」、「スカル・アイランド」、「ジュラシック・パーク」、「ザ・ロスト・コンティネント」、「スース・ランディング」、「ウィザーディング・ワールド・オブ・ハリー・ポッター」の8つの“アイランド”と呼ばれるエリアから構成されている。

### ポート・オブ・エントリー
エントランスから最も近くにある、アラビアの市場を模したエリア。

### マーベル・スーパー・ヒーロー・アイランド
マーベル・コミックのキャラクターのアイランド。

### トゥーン・ラグーン
コミック・ストリップをテーマにしたアイランド。ポパイやベティ・ブープで知られるキング・フィーチャーズ・シンジケートと、ダドリー・ドゥーライトやロッキー&ブルウィンクルで知られるジェイ・ワード・プロダクションの2社のキャラクター達をメインとしている。
アトラクション
- Dudley Do-Right's Ripsaw Falls（ダドリー・ドゥーライツ・リプソー・フォールズ）
- Me Ship, the Olive（ミー・シップ・ザ・オリーブ）
- Popeye and Bluto's Bilge-Rat Barges（ポパイ・アンド・ブルートズ・ビルジーラット・バージス）

### スカル・アイランド
2016年7月13日にオープンした、『キング・コング』をテーマにしたアイランド。他のアイランドとは違い、ショップとレストランが存在しない。
アトラクション
- Skull Island: Reign of Kong（スカル・アイランド レイン・オブ・コング）

### ジュラシック・パーク
映画『ジュラシック・パーク』をもとにしたアイランド。

### ザ・ロスト・コンティネント
古代の神話や伝説をテーマにしたアイランド。
アトラクション
- Mystic Fountain（ミスティック・ファウンテン）

### スース・ランディング
絵本作家ドクター・スース（シオドア・スース・ガイゼル）の作品をテーマにしたアイランド。
アトラクション

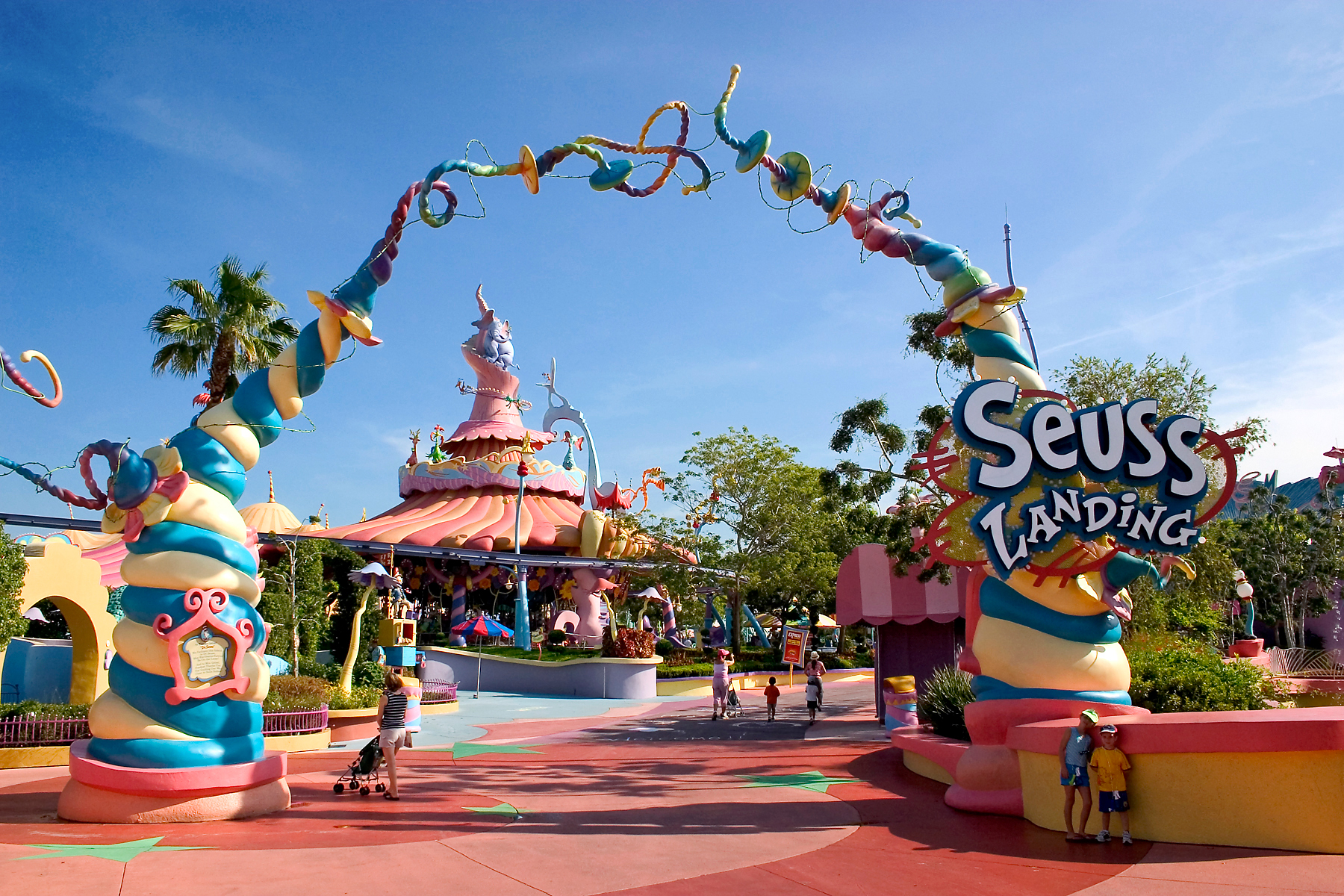
スース・ランディング

- Caro-Seuss-el（キャロスーセル）
- If I Ran the Zoo（イフ・アイ・ラン・ザ・ズー）
- One Fish Two Fish Red Fish Blue Fish（ワン・フィッシュ・トゥー・フィッシュ・レッドフィッシュ・ブルーフィッシュ）
- The Cat in the Hat（ザ・キャット・イン・ザ・ハット）
- The High in the Sky Seuss Trolley Train Ride（ザ・ハイ・イン・ザ・スカイ・スース・トロリー・トレイン・ライド）

### ウィザーディング・ワールド・オブ・ハリー・ポッター
イギリスの児童文学作家であるJ・K・ローリングのファンタジー小説『ハリー・ポッターシリーズ』をもとにしたアイランド。2010年6月18日オープン。禁じられた森やホグズミード村をモチーフにしたショップやレストラン、アトラクションがある。ユニバーサル・スタジオ・フロリダとの共通パス所有者は、アトラクションホグワーツ特急にてダイアゴン横丁との行き来が可能となっている。

## 終了したアトラクション

### ポート・オブ・エントリー
- Island Skipper Tours（アイランド・スキッパー・ツアーズ）

パーク開業と同時にオープン。パーク中央のラグーンを横切って進むボートで、ポート・オブ・エントリー側からジュラシック・パーク側までの移動が可能だった。
維持費の問題により、2001年に廃止された。

### トゥーン・ラグーン
- Mat Hoffman's Freakin Crazy Stunt Show（マット・ホフマンズ・フリークイン・クレイジー・スタント・ショー）

2002年から2004年頃まで行われていたショー。
- Mat Hoffman's Aggro Circus（マット・ホフマンズ・アグロ・サーカス）
- Toon Lagoon Rock N' Roll Bash（トゥーン・ラグーン・ロックンロール・バッシュ）

### ジュラシック・パーク
- Triceratops Encounter / Discovery Trail（トリケラトプス・エンカウンター/ディスカバリー・トレイル）

パーク開業と同時にオープン。トリケラトプスと触れ合えるアトラクション。
2003年に1度目のクローズ。2010年に「Discovery Trail」という名前で再オープンするも、すぐにまた2度目のクローズとなった。

### ザ・ロスト・コンティネント
- Dueling Dragons（デュアリング・ドラゴンズ）

パーク開業と同時にオープン。「氷」と「炎」の2つがあり、対になっているローラーコースター。ゲストはどちらを体験したいか、自由に選択することができた。
新エリア「ウィザーディング・ワールド・オブ・ハリー・ポッター」及び新アトラクション「Dragon Challenge」建設のため、2010年にクローズ。
- Flying Unicorn（フライング・ユニコーン）

2000年6月29日オープン。
新エリア「ウィザーディング・ワールド・オブ・ハリー・ポッター」及び新アトラクション「Flight of the Hippogriff」建設のため、2008年にクローズ。
- The Eighth Voyage of Sinbad（ザ・エイス・ボヤッジ・オブ・シンドバッド）

2018年9月15日にクローズ。
- Poseidon's Fury（ポセイドンズ・フューリー）

2023年5月9日にクローズ。

### ウィザーディング・ワールド・オブ・ハリー・ポッター
- Dragon Challenge（ドラゴン・チャレンジ）

2010年6月12日、「Dueling Dragons」の跡地にオープン。2017年9月4日に新アトラクション「Hagrid’s Magical Creatures Motorbike Adventure」建設のためクローズ。